# Retikodaktyl
Retikodaktyl (Raeticodactylus filisurensis) – bazalny pterozaur z okresu późnego triasu (późny noryk – wczesny retyk)
Żył na terenach obecnej Europy. Długość ciała ok. 70-100 cm, wysokość ok. 20 cm, rozpiętość skrzydeł ok. 135 cm, masa ok. 2 kg. Jego szczątki (niemal kompletną czaszkę i część szkieletu pozaczaszkowego) znaleziono w Szwajcarii, w kantonie Gryzonia.
Żywił się rybami.